# Tensigh
Tensigh este o comună din Regiunea Tagant, Mauritania, cu o populație de 6.590 locuitori.